# ガーディアンズ・オブ・ギャラクシー:コスミック・リワインド
ガーディアンズ・オブ・ギャラクシー:コスミック・リワインド (Guardians of the Galaxy: Cosmic Rewind) はディズニーパークに存在するローラーコースター型のアトラクションである。

## 存在するパーク
- エプコット（ウォルト・ディズニー・ワールド・リゾート）

## 経緯
2017年のD23 Expoでウォルト・ディズニー・ワールド50周年を記念して2021年に映画『ガーディアンズ・オブ・ギャラクシー』シリーズをテーマにしたローラーコースタータイプのアトラクションをユニバース・オブ・エナジー跡に建設予定と発表された。
2019年8月25日、アトラクション名は「ガーディアンズ・オブ・ギャラクシー:コスミック・リワインド (Guardians of the Galaxy: Cosmic Rewind)」となることが発表された。
当初は2021年オープンを目指していたが、COVID-19の影響により延期。2021年11月20日、ウォルト・ディズニー・ワールド開園50周年記念の一環として2022年夏にオープン予定であることが発表。
2022年4月4日、アトラクションのオープン日が2022年5月27日と発表された。

## 概要
| ガーディアンズ・オブ・ギャラクシー:コスミック・リワインド Guardians of the Galaxy: Cosmic Rewind | ガーディアンズ・オブ・ギャラクシー:コスミック・リワインド Guardians of the Galaxy: Cosmic Rewind | ガーディアンズ・オブ・ギャラクシー:コスミック・リワインド Guardians of the Galaxy: Cosmic Rewind | ガーディアンズ・オブ・ギャラクシー:コスミック・リワインド Guardians of the Galaxy: Cosmic Rewind |
| ------------------------------------------------------------------------------------------------ | ------------------------------------------------------------------------------------------------ | ------------------------------------------------------------------------------------------------ | ------------------------------------------------------------------------------------------------ |
| オープン日                                                                                       | オープン日                                                                                       | 2022年5月27日                                                                                    | 2022年5月27日                                                                                    |
| スポンサー                                                                                       | スポンサー                                                                                       | なし                                                                                             | なし                                                                                             |
| 定員                                                                                             | 定員                                                                                             | 4人/1台                                                                                          | 4人/1台                                                                                          |
| 利用制限                                                                                         |                                                                                                  | 身長107cm以上                                                                                    | 身長107cm以上                                                                                    |
| ファストパス                                                                                     | ファストパス                                                                                     |                                                                                                  | ○                                                                                                |
| シングルライダー                                                                                 | シングルライダー                                                                                 |                                                                                                  | ○                                                                                                |

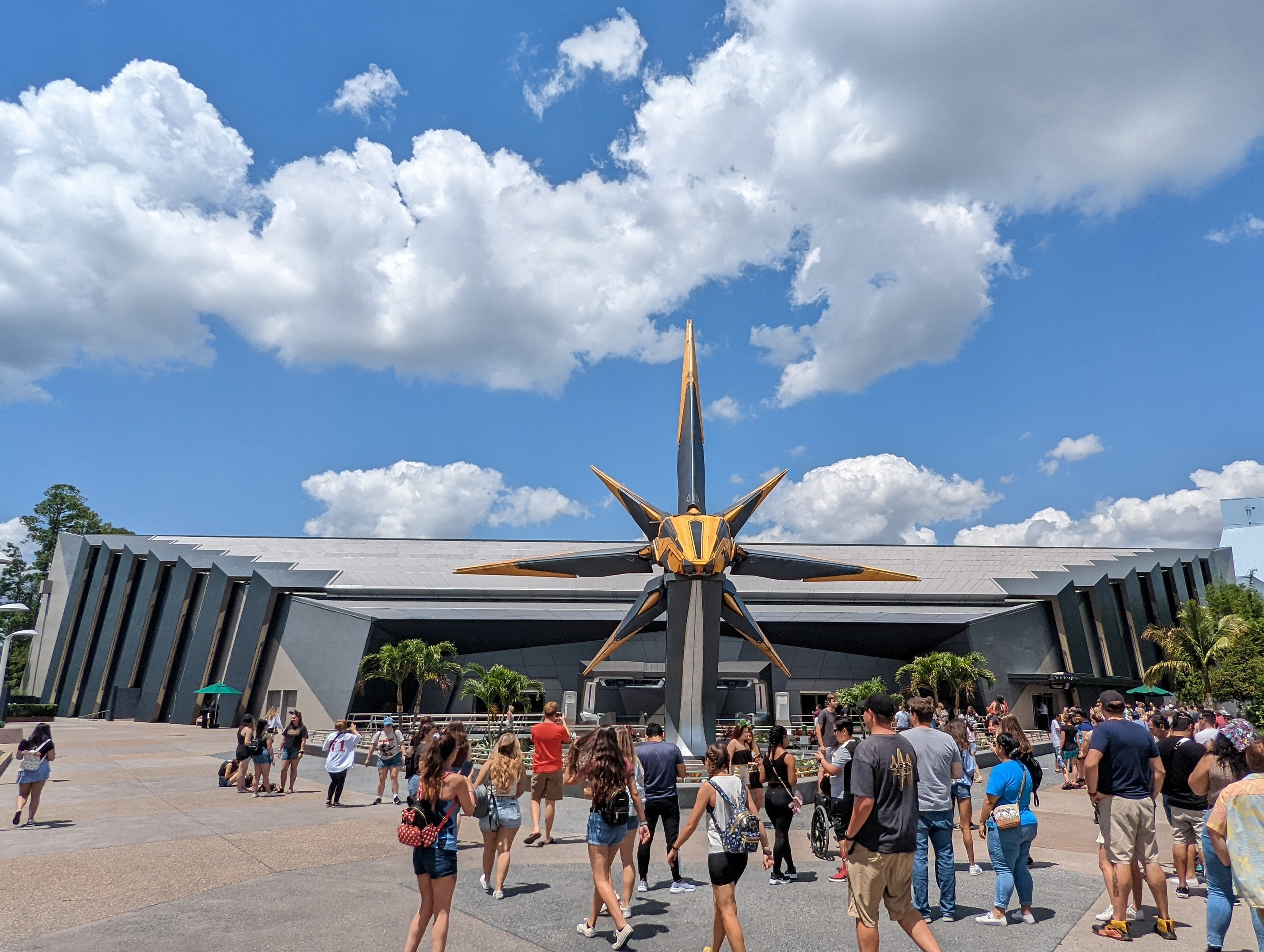
アトラクション外観

映画『ガーディアンズ・オブ・ギャラクシー』シリーズをテーマにしたローラーコースタータイプのアトラクション。『ガーディアンズ・オブ・ギャラクシー』シリーズのアトラクションは、ディズニー・カリフォルニア・アドベンチャーの「ガーディアンズ・オブ・ギャラクシー - ミッション:ブレイクアウト!」に続き二つ目である。場所はワールド・ディスカバリー内にある「エプコット初の異世界のパビリオン」という設定の「ワンダーズ・オブ・ザンダー（Wonders of Xandar）」パビリオン内部に設置され、プレショーでは映画に登場したザンダー星の風土や技術を紹介するプラネタリウム型のショーが上演される。
360度回転する車両やディズニーパーク初の後ろ向き発進のシステムをもつローラーコースターとなる。
クリス・プラット、ゾーイ・サルダナ、デイヴ・バウティスタ、グレン・クローズが、それぞれ映画で演じたピーター・クイル / スター・ロード、ガモーラ、ドラックス・ザ・デストロイヤー、ノヴァ・プライムをこのアトラクションでも再演し、テリー・クルーズが新キャラクターのタル・マリク役として登場する。また、ガーディアンズ・オブ・ギャラクシーの回想シーンで登場した「オーブ / パワー・ストーン」を所有していた「エソン・ザ・サーチャー」という名のセレスティアルがヴィランとして登場することが判明。

## 使用されている楽曲
ガーディアンズ・オブ・ギャラクシー - ミッション:ブレイクアウト!と同様に乗るごとに流れる曲が変わる。スター・ロードが劇中で好む1970年代・1980年代の音楽が使われている。なお、使われている曲は以下の6曲である。
- “September” - アース・ウィンド・アンド・ファイアー (1978年)
- “Disco Inferno” - ザ・トランプス (1976年)
- “Conga” - マイアミ・サウンド・マシーン (1985年)
- “Everybody Wants to Rule the World” - ティアーズ・フォー・フィアーズ (1985年)
- “I Ran” - フロック・オブ・シーガルズ (1982年)
- “One Way or Another” - ブロンディ (1979年)

## トリビア
- イマジニアのZach Riddleyによるとライドビークルには一台ずつ異なる傷がついており、これはスペースシャトルの大気圏突入により付く傷をイメージしている[11][12]。